# FPÖ-Parlamentsklub
Der FPÖ-Parlamentsklub (auch Freiheitlicher Parlamentsklub und Klub der Freiheitlichen Partei) ist der Klub der Freiheitlichen Partei Österreichs im österreichischen Nationalrat.

## Geschichte
Der Parlamentsklub der FPÖ bringt die Abgeordneten aus Nationalrat, Bundesrat und Europäischem Parlament zusammen. Klubdirektor ist seit 2006 Norbert Nemeth. Zuvor waren dies unter anderem von 1992 bis 2003 der spätere Justizminister Josef Moser sowie von 2004 bis zur BZÖ-Abspaltung Günther Barnet. Von 1989 bis 1991 war Günther Steinkellner Klubsekretär, von 1965 bis 1984 war dies Mario Erschen.
Klubobmann war ab 2017 Walter Rosenkranz, geschäftsführender Klubobmann war bis zum 18. Mai 2019 Johann Gudenus, welcher nach der Ibiza-Affäre seine politischen Funktionen zurücklegte und von der Partei austrat. 
Am 27. Mai 2019 wurde Norbert Hofer zum Klubobmann und Herbert Kickl zum geschäftsführenden Klubobmann gewählt, Walter Rosenkranz wurde als Kandidat für das Amt des Volksanwaltes nominiert und in der Folge vom Nationalrat gewählt.
Zu Beginn der XXVII. Gesetzgebungsperiode wählte die FPÖ Herbert Kickl am 22. Oktober 2019 zum Obmann ihres Parlamentsklubs. Norbert Hofer wurde als Kandidat für das Amt des Dritten Nationalratspräsidenten nominiert und in der Folge vom Nationalrat gewählt. Klubobmann-Stellvertreter wurden Dagmar Belakowitsch, Susanne Fürst, Hannes Amesbauer, Erwin Angerer und Peter Wurm. Dem Klubpräsidium gehören auch Christian Hafenecker, Reinhard Bösch, Volker Reifenberger, Gerhard Kaniak und Axel Kassegger sowie Harald Vilimsky und Monika Mühlwerth an. Gerhard Kaniak wurde zum Finanzreferenten bestellt.

## Klubobleute
Die Klubobmänner des Freiheitlichen Parlamentsklubs waren:
| Name                       | Bild | von  | bis  | Anmerkung                                                                                      |
| -------------------------- | ---- | ---- | ---- | ---------------------------------------------------------------------------------------------- |
| Willfried Gredler          |      | 1956 | 1963 |                                                                                                |
| Jörg Kandutsch             |      | 1963 | 1964 |                                                                                                |
| Emil van Tongel            |      | 1964 | 1970 |                                                                                                |
| Friedrich Peter            |      | 1970 | 1979 |                                                                                                |
| Alexander Götz             |      | 1979 | 1979 |                                                                                                |
| Friedrich Peter            |      | 1979 | 1986 |                                                                                                |
| Friedhelm Frischenschlager |      | 1986 | 1986 |                                                                                                |
| Jörg Haider                |      | 1986 | 1989 |                                                                                                |
| Norbert Gugerbauer         |      | 1989 | 1992 |                                                                                                |
| Jörg Haider                |      | 1992 | 1999 |                                                                                                |
| Herbert Scheibner          |      | 1999 | 2000 |                                                                                                |
| Peter Westenthaler         |      | 2000 | 2002 |                                                                                                |
| Karl Schweitzer            |      | 2002 | 2003 |                                                                                                |
| Herbert Scheibner          |      | 2003 | 2006 |                                                                                                |
| Heinz-Christian Strache    |      | 2006 | 2017 |                                                                                                |
| Walter Rosenkranz          |      | 2017 | 2019 | geschäftsführender Klubobmann: Johann Gudenus                                                  |
| Norbert Hofer              |      | 2019 | 2019 | geschäftsführender Klubobmann: Herbert Kickl                                                   |
| Herbert Kickl              |      | 2019 |      | Stellvertreter: Dagmar Belakowitsch, Susanne Fürst, Hannes Amesbauer, Erwin Angerer Peter Wurm |

## Klubdirektoren und Klubsekretäre
Die Klubdirektoren bzw. Klubsekretäre des Freiheitlichen Parlamentsklubs waren:
| Name                 | Bild | von  | bis  | Bezeichnung               | Anmerkung |
| Hofrat Fahringer     |      | 1964 | 1965 | Klubsekretär              |           |
| Gerhard Onder        |      | 1964 | 1965 | Klubsekretär              |           |
| Mario Erschen        |      | 1965 | 1984 | Klubsekretär              |           |
| Herbert Grausam      |      | 1984 | 1989 | Klubsekretär              |           |
| Günther Steinkellner |      | 1989 | 1991 | Klubsekretär/Klubdirektor |           |
| Hanno Scheuch        |      | 1992 | 1992 | Klubsekretär/Klubdirektor |           |
| Josef Moser          |      | 1992 | 2003 | Klubdirektor              |           |
| Robert Prohaska      |      | 2003 | 2004 | Klubdirektor              |           |
| Günther Barnet       |      | 2004 |      | Klubdirektor              |           |
| Norbert Nemeth       |      | 2006 |      | Klubdirektor              |           |

## Bereichssprecher
Die Bereichssprecher des FPÖ-Parlamentsklubs in der XXVII. Gesetzgebungsperiode sind mit Stand 12. November 2019:
| Bereich                                   | Bereichssprecher       |
| ----------------------------------------- | ---------------------- |
| Arbeit und Soziales/Behinderte            | Dagmar Belakowitsch    |
| Außenpolitik                              | Susanne Fürst          |
| Bauten und Wohnen                         | Philipp Schrangl       |
| Budget                                    | Hubert Fuchs           |
| Energie                                   | Axel Kassegger         |
| Angelegenheiten der Europäischen Union    | Petra Steger           |
| Familie                                   | Edith Mühlberghuber    |
| Finanz                                    | Hubert Fuchs           |
| Forschung, Innovation und Digitalisierung | Gerhard Deimek         |
| Geschäftsordnung                          | Susanne Fürst          |
| Gesundheit                                | Gerhard Kaniak         |
| Gleichbehandlung und Frauen               | Rosa Ecker             |
| Industrie                                 | Reinhard Pisec         |
| Innere Angelegenheiten                    | Hannes Amesbauer       |
| Jugend                                    | Michael Schnedlitz     |
| Justiz                                    | Harald Stefan          |
| Konsumentenschutz                         | Peter Wurm             |
| Kultur                                    | Volker Reifenberger    |
| Land- und Forstwirtschaft                 | Peter Schmiedlechner   |
| Landesverteidigung                        | Volker Reifenberger    |
| Medien                                    | Christian Hafenecker   |
| Menschenrechte                            | Alois Kainz            |
| Öffentlicher Dienst                       | Christian Lausch       |
| Petitionen und Bürgerinitiativen          | Christian Ries         |
| Rechnungshof                              | Wolfgang Zanger        |
| Senioren                                  | Rosa Ecker             |
| Sport                                     | Petra Steger           |
| Tierschutz                                | Marlies Steiner-Wieser |
| Tourismus                                 | Gerald Hauser          |
| Umweltschutz                              | Walter Rauch           |
| Unterricht                                | Hermann Brückl         |
| Unvereinbarkeit                           | Volker Reifenberger    |
| Verfassung                                | Susanne Fürst          |
| Verkehr                                   | Christian Hafenecker   |
| Volksanwaltschaft                         | Christian Ragger       |
| Wirtschaft                                | Erwin Angerer          |
| Wissenschaft                              | Martin Graf            |
| Südtirol                                  | Peter Wurm             |
| Vertriebene                               | Alois Kainz            |